# 李夏德·纪普纳
李夏德·纪普纳（德語：Richard Gyptner，1903年4月2日—1966年1月22日），德国外交官，曾任东德驻华大使等职务。